# Kulturkampf in Preußen und im Deutschen Reich

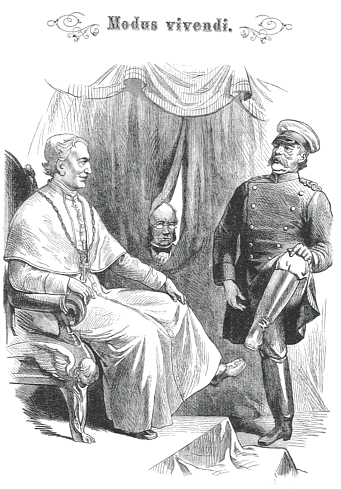
Karikatur zum Kulturkampf im Kladderadatsch vom 18. März 1878: Papst Leo XIII. und Reichskanzler Bismarck fordern sich gegenseitig zum Fußkuss als Zeichen der Unterwerfung auf. Durch den Vorhang beobachtet Ludwig Windthorst die Szene. Überschrift: Modus vivendi.

Der Kulturkampf in Preußen und im Deutschen Reich war der Konflikt zwischen Preußen bzw. später dem Deutschen Kaiserreich unter Reichskanzler Otto von Bismarck und der katholischen Kirche unter Papst Pius IX. Diese Auseinandersetzungen eskalierten ab der Reichsgründung 1871, als der protestantisch geprägte erste deutsche Nationalstaat begann, gegen die katholische Minderheit vorzugehen; sie wurden bis 1878 beendet und 1887 diplomatisch beigelegt.
Politisch ging es in Deutschland in erster Linie um die Schwächung der katholischen Kirche und des Einflusses der organisierten katholischen Minderheit. Unter dem Deckmantel eines Kampfes mit der Kirche bestand das Hauptziel in der weiteren Entrechtung der Polen im Osten Preußens, die zumeist Katholiken waren und einen beträchtlichen Teil der dortigen Bevölkerung ausmachten, um ihre erzwungene Germanisierung zu beschleunigen. In diesem Sinne erklärte Otto von Bismarck am 3. Dezember 1884 im Reichstag über den Kulturkampf: „Ich bin in den ganzen Kampf nur durch die polnische Seite hineingezogen worden.“ Die protestantischen Kirchen waren nur sehr gering vom Kulturkampf betroffen und standen den Gesetzen gegen die katholischen „Konkurrenten“ zunächst positiv gegenüber. Erst durch die immer härteren Maßnahmen Otto von Bismarcks gegen die katholische Geistlichkeit sahen schließlich auch Protestanten und Liberale die Freiheitsrechte im Reich bedroht und opponierten.

## Vorgeschichte, Hintergründe und Ursachen

### Veränderungen im Verhältnis von Staat und Kirche
Die Kirche war seit dem Mittelalter Trägerin vieler Einrichtungen im Bildungswesen und in der Sozialfürsorge. Spätestens im 18. Jahrhundert kamen mit dem Absolutismus und der Aufklärung Tendenzen auf, die stattdessen den Staat in dieser Rolle sehen wollten. Infolge der Säkularisation, die besonders während der napoleonischen Besatzung umgesetzt wurde, bildete sich allmählich ein neues staatliches Selbstverständnis heraus: Der Staat betrachtete sich fortan als von jeglicher konfessionellen Bindung befreit, und wollte daher auch sein ziviles und soziokulturelles Innenleben frei und ohne eine päpstliche Einflussnahme gestalten. Dieser staatliche Universalanspruch kollidierte jedoch alsbald mit den Zielvorstellungen der katholischen Kirche, die eine allgemeine Verbindlichkeit christlicher Normen postulierte, also auch die Einhaltung ihrer Wertmaßstäbe vonseiten des Staates und der Gesellschaft erwartete. Dieser Interessenkonflikt, der sich im 19. Jahrhundert mit dem Aufkommen des Liberalismus und des späteren Sozialismus weiterhin verschärfte, bildete die wesentliche Ursache für den Ausbruch des nachfolgenden Kulturkampfes.
Eine solche Entwicklung war nicht auf Deutschland beschränkt, sondern bildete vielmehr ein gesamteuropäisches Phänomen. Analoge Auseinandersetzungen gab es in der Schweiz, in Italien, Österreich-Ungarn, Großbritannien, Belgien, Frankreich, Spanien sowie Mexiko und Brasilien. Meist beeinflusst davon, ob liberale Kräfte Regierungsverantwortung übernahmen, begannen in einigen Ländern die Auseinandersetzungen bereits im Vormärz, in anderen zogen sie sich bis in das 20. Jahrhundert. Der Katholizismus stand dabei besonders häufig im Mittelpunkt des Konfliktes, weil eine besonders konservative Ausprägung des Katholizismus, der sogenannte „Ultramontanismus“, eine Einheit von Staat und Kirche unter ihrem Primat sowie eine Rekatholisierung der Welt erreichen wollte. Diese Strömung war innerhalb der katholischen Kirche gleichfalls nicht unumstritten. Im 19. Jahrhundert gab es prominente katholische Geistliche und Theologen, die den Katholizismus umfassend reformieren wollten. Unterschiedliche Auffassungen zwischen preußischer Regierung und katholischer Kirche gipfelten bereits 1837 in den sogenannten Kölner Wirren, führten zur Verhaftung des Kölner Erzbischofs Clemens August Droste zu Vischering und mobilisierten politisierte Katholiken für einen politischen Katholizismus.

### Verschärfung der Konfliktlage unter Pius IX.

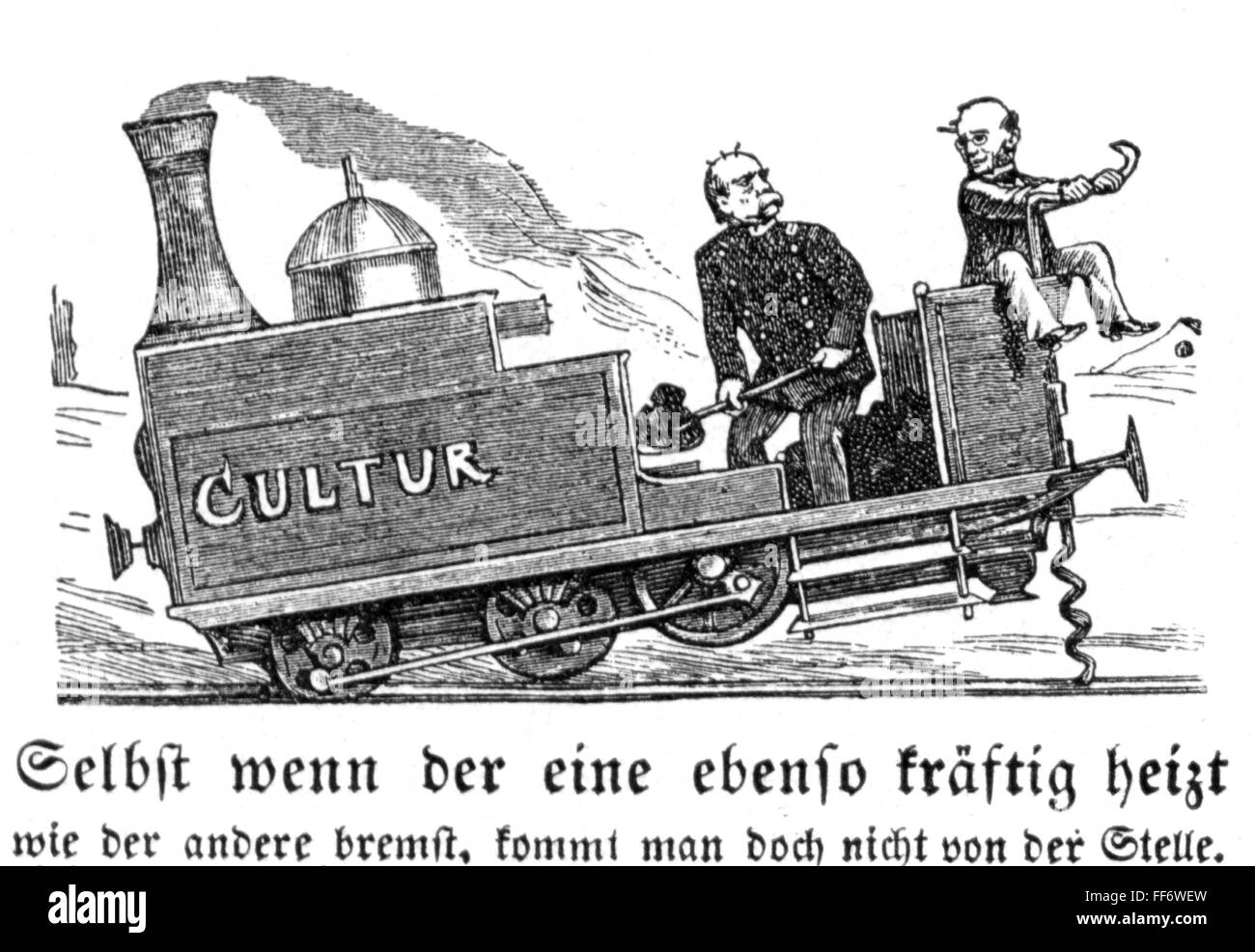
Selbst wenn der eine ebenso kräftig heizt wie der andere bremst, kommt man (mit Kultur) nicht von der Stelle.
Kulturkampf von Bismarck gegen Ludwig Windthorst. Deutsche Karikatur um 1870.

Vor dem Hintergrund der Einigung Italiens, die den Kirchenstaat und die weltliche Herrschaft des Papstes bedrohte, machte sich Pius IX. die konservative Ausrichtung des Ultramontanismus zu eigen. 1864 veröffentlichte er den Syllabus errorum („Verzeichnis der Irrtümer“), eine Auflistung von 80 angeblichen Irrtümern der Moderne in Politik, Kultur und Wissenschaft. Darin verurteilte er Rede- und Religionsfreiheit sowie die Trennung von Staat und Kirche. Das erste Vatikanische Konzil von 1869 bis 1870 versuchte, die päpstliche Autorität zu stärken, indem es mit der Proklamation des Infallibilitätsdogmas dem Papst Unfehlbarkeit in Fragen der Glaubens- und Sittenlehre zusprach. Solche ex cathedra (von der Kathedra, d. h. vom Lehrstuhl des Papstes aus) verkündeten Grundsätze sollten demzufolge unwiderrufliche Geltung haben. Diese konservativen Maßnahmen, mit denen die Kurie auf die modernen Entwicklungen in Staat und Gesellschaft reagierte, verschärften im Folgenden jedoch nur die Konfliktlage. In den Deutschen Ländern erregte die päpstliche Politik insbesondere unter den Liberalen Unmut, da sie das Infallibilitätsdogma als Verletzung ihrer Meinungs- und Gewissensfreiheit empfanden. Bereits während des Deutschen Krieges entluden sich in Schlesien und Brandenburg Ressentiments gegen Katholiken in Form gewaltsamer Ausschreitungen, der sogenannten „Katholikenhetze“. Vor Tendenzen einer preußischen Hegemonie in Deutschland, wie sie sich nach dem Deutschen Krieg in Gestalt des Norddeutschen Bundes manifestierten und die mit der Gefahr einer Verbreitung des Protestantismus und preußischen Militarismus in Verbindung gebracht wurde, warnte der Mainzer Bischof Wilhelm Emmanuel von Ketteler unter dem Begriff Borussianismus.
Kurz nach dem ersten Vatikanischen Konzil zog Frankreich im Sommer 1870 seine Truppen aus Rom ab, da diese im Deutsch-Französischen Krieg von 1870/71 benötigt wurden. Dies nutzte das Königreich Italien zur Besetzung des Kirchenstaates. Die bisherige Papstresidenz Rom wurde als Hauptstadt Italiens proklamiert und der Papst verlor sein bisheriges Herrschaftsgebiet. Frankreich verlor dagegen den Krieg und kam nicht mehr als Schutzmacht des Papstes in Frage. Als Folge des Krieges kam es unter preußischer Führung zur Gründung des Deutschen Kaiserreichs. Das neugegründete Deutsche Reich bestand aus 25 Bundesstaaten (später kam das Reichsland Elsaß-Lothringen dazu), von denen Preußen der bei weitem größte war. Darunter waren die drei protestantisch dominierten Hansestädte Hamburg, Bremen und Lübeck und 22 Staaten mit monarchischer Verfassung. Nur zwei der 22 regierenden Dynastien waren katholisch, die Wittelsbacher im Königreich Bayern und die Wettiner im Königreich Sachsen. Das neu gegründete Deutsche Reich war damit nicht zuletzt auch aufgrund der Dominanz Preußens ein protestantisch geprägter Staat, dessen Entstehung Historiker der borussischen Schule, die die Meinungsführerschaft übernommen hatten, seit den 1850er Jahren als geschichtlich vorausbestimmt ansahen.
Angesichts der sich abzeichnenden Einigung Deutschlands unter Führung Preußens und der Aufhebung des Kirchenstaates organisierten sich die Katholiken seit Ende 1870 in der Zentrumspartei und verlangten, die Rechte der Kirchen gegenüber dem Staat zu bewahren. Die Partei stieß nicht nur auf den Widerstand der Liberalen, die in der katholischen Kirche einen Hort der Reaktion und der Fortschrittsfeindlichkeit sahen. Reichskanzler Otto von Bismarck betrachtete das Zentrum als Gefahr für die staatliche Autorität und die noch wenig gefestigte innere Reichseinheit. Für ihn waren die politisch organisierten Katholiken zusammen mit anderen Minderheiten, zum Beispiel Polen, Elsaß-Lothringern und Dänen Feinde des Reiches. Den politisch organisierten Katholiken wurde „Ultramontanismus“ vorgeworfen, weil sie dem „hinter den Bergen“ (ultra montes) gelegenen Rom gehorchten.
Welche Motive Bismarck mit seinen Maßnahmen verfolgte, legte er im August 1871 dem preußischen Kultusminister Heinrich von Mühler dar:

„Seine Ziele seien: Kampf gegen die ultramontane Partei, insbesondere in den polnischen Gebieten Westpreußen, Posen, Oberschlesien – Trennung von Kirche und Staat, von Kirche und Schule überhaupt, Übergabe der Schulinspektion an Nichtgeistliche, Hinausweisung des Religionsunterrichts aus der Schule, nicht nur aus den Gymnasien, sondern auch aus den Volksschulen.“

## Maßnahmen

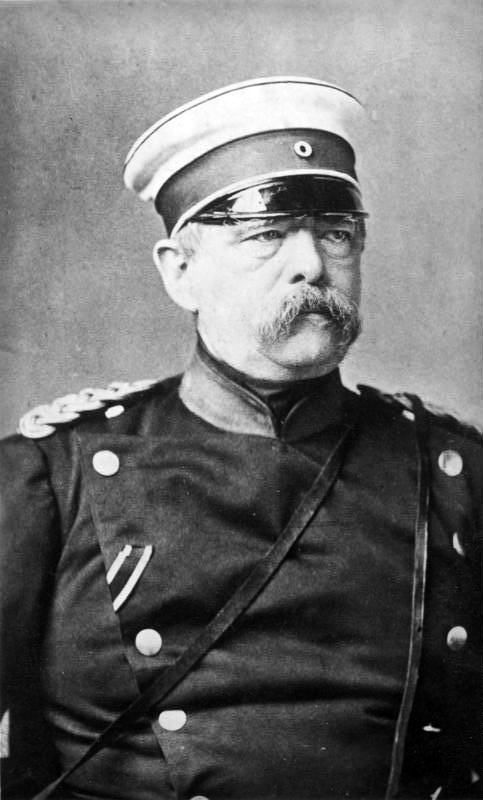
Otto von Bismarck, Reichskanzler und preußischer Ministerpräsident

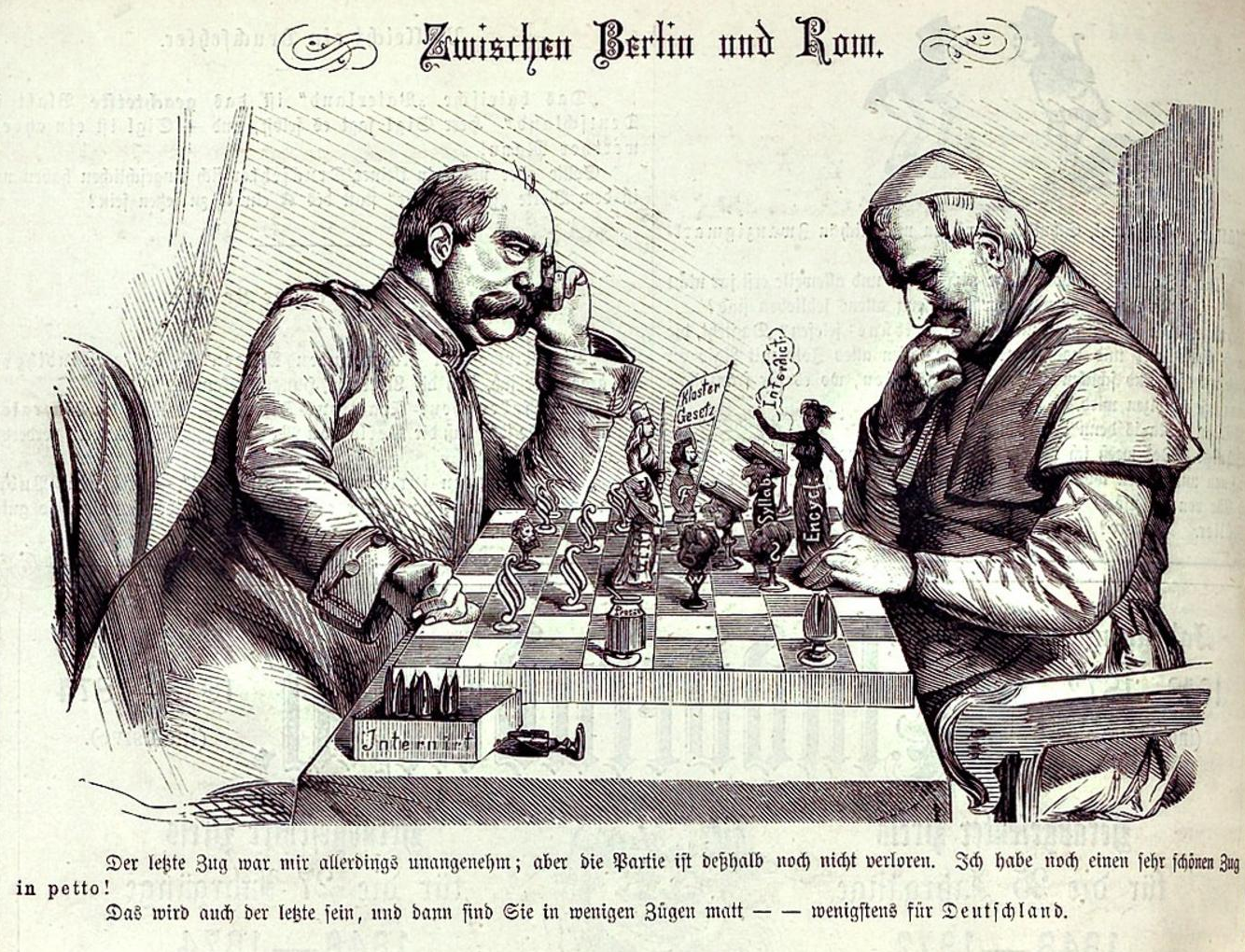
„Zwischen Berlin und Rom“ – Karikaturistische Darstellung des Kulturkampfs als Schachspiel zwischen Bismarck und Papst Pius IX. Kladderadatsch, 1875

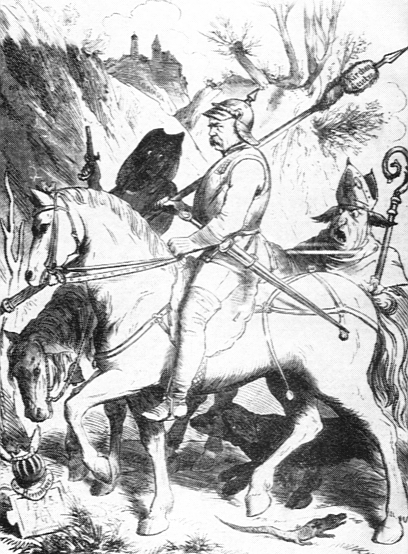
Satirische Zeichnung in Berliner Wespen von Bismarck als Ritter in Anlehnung an Dürers Ritter, Tod und Teufel, 1875

Reichskanzler Otto von Bismarck setzte eine Reihe von Anordnungen und Gesetzen durch, die direkt oder indirekt als gegen die katholische Kirche gerichtet verstanden werden konnten. Einige dieser Gesetze besaßen Gültigkeit für das gesamte Deutsche Kaiserreich, andere nur für Preußen.

### Maßnahmen auf Reichsebene
- Dezember 1871: Im „Kanzelparagraphen“, einem Reichsgesetz zur Abänderung des Strafgesetzbuches, wird den Geistlichen verboten, bei Verlautbarungen in ihrem Beruf den „öffentlichen Frieden“ zu gefährden, wie es hieß.
- Juli 1872: Der Orden der Jesuiten „und mit ihm in Verbindung stehende Orden“ wird in Deutschland verboten, seinen Mitgliedern sogar der Aufenthalt in Deutschland untersagt[9] (Jesuitengesetz).
- Februar 1875: Im Deutschen Reich wird die Zivilehe eingeführt.[10] Die Regelung in Preußen (siehe unten) dient dabei als Vorbild.

### Maßnahmen in Preußen
- 8. Juli 1871: Bismarck löst die Katholische Abteilung im preußischen Kultusministerium auf.
- März 1872: Die geistliche Schulaufsicht wird in Preußen durch eine staatliche ersetzt (Schulaufsichtsgesetz).
- Maigesetze 1873: Der Staat kontrolliert Ausbildung und Einstellung der Geistlichen, gewählte Gemeindevertretungen verwalten das kirchliche Vermögen.
- Januar 1874: Vor dem Gesetz ist nur noch die Eheschließung des Standesamtes gültig (Zivilehe), nicht mehr die kirchliche. Wer kirchlich heiraten wollte, durfte dies erst nach der standesamtlichen Trauung (Standesamtsregister).[11]
- April 1875: Das „Brotkorbgesetz“ entzieht der Kirche die staatlichen Zuwendungen.
- Juni 1875: Das „Klostergesetz“ löst die Klostergenossenschaften in Preußen mit Ausnahme der reinen Krankenpflegeorden auf, römisch-katholische Ordensleute werden ausgewiesen.

### Haltung der Liberalen
Die Kulturkampfmaßnahmen gegen die katholischen „Reichsfeinde“ wurden von der Nationalliberalen Partei und anderen Liberalen mitgetragen, die sich als Erben der Aufklärung und Kämpfer für Modernisierung verstanden. Eben diese Entwicklungen versuchte der Vatikan mit seinem keinerlei Vernunftgründen zugänglichen Machtanspruch zurückzudrehen. Bismarck konnte sich zunächst auf die Liberalen im Reichstag stützen. Weil Kaiserin Augusta den Liberalen ablehnend gegenüberstand, opponierte sie gegen den Kulturkampf und stand auf der Seite des theologisch orthodox denkenden preußischen Kultusministers Mühler. Weil sich während des Kulturkampfs zeigte, dass sich die Trennung von Kirche und Staat nicht so radikal durchsetzen ließ, wie es die Liberalen erhofften (sie hätte dann auch die evangelische Kirche mit ihrem landesherrlichen Kirchenregiment betroffen), wurde Bismarck klar, dass der Bruch mit den Liberalen unumgänglich war. Der erfolgte 1878 mit dem Übergang zur Schutzzollpolitik und dem Sozialistengesetz.

### Auswirkungen
Bei Beendigung des Konflikts waren 1800 katholische Pfarrer inhaftiert und Kircheneigentum im Wert von 16 Millionen sogenannte Goldmark (entspricht dem Gegenwert von 144 Millionen Euro) beschlagnahmt worden. Zu den auf Grund dieser Gesetze Verurteilten zählten unter anderem der Erzbischof von Posen Ledóchowski und der Trierer Bischof Matthias Eberhard. Ledóchowski wurde zur Höchststrafe von zwei Jahren verurteilt. Eberhard wurde als zweiter preußischer Bischof am 6. März 1874 verhaftet und zu einer Geldstrafe von 130.000 Mark und neun Monaten Haft verurteilt. Er starb sechs Monate nach seiner Haftentlassung auf dem Höhepunkt des Kulturkampfes. Zum Zeitpunkt seines Todes standen 250 Priester vor Gericht, und 230 von 731 Pfarreien seiner Diözese waren vakant. Der Bischof von Münster, Johannes Bernhard Brinkmann, und der Bischof von Limburg, Peter Joseph Blum, flohen ins Exil, die ihn unterstützenden preußischen Landräte Heinrich von Droste zu Hülshoff und Clemens Friedrich Droste zu Hülshoff wurden abgesetzt. Am 13. Juli 1874 verübte der katholische Handwerker Eduard Kullmann ein Attentat auf Bismarck, der dabei aber nur leicht verletzt wurde. Bismarck nutzte den Anschlag zu einer weiteren Delegitimierung des Zentrums. Im Reichstag rief er am 4. Dezember 1874 den katholischen Abgeordneten zu: „Verstoßen Sie den Mann, wie Sie wollen! Er hängt sich doch an Ihre Rockschöße!“
Der Historiker Manfred Görtemaker bezeichnete es als unzulässig, wie Papst Pius IX. von einer Verfolgung der Gläubigen zu sprechen. Es ging viel eher darum, konkret die Eigenständigkeit und Unabhängigkeit der Kirchen zu brechen oder einzuschränken. Außerdem wurden 1872 die diplomatischen Beziehungen zum Vatikan abgebrochen. Bismarck bekräftigte in einer Reichstagsrede seine Absicht, im Konflikt mit der katholischen Kirche „keinen Fußbreit nachzugeben“ („Nach Canossa gehen wir nicht!“).

## Beendigung des Kulturkampfes (ab 1878)
Otto von Bismarck erreichte mit dem Kulturkampf nicht alle seine politischen Ziele. Das Zentrum hatte 1878 ebenso viele Stimmen wie die Nationalliberale Partei (23,1 %); 1881 (23,2 %) und 1884 (22,6 %) hatte sie die größte Reichstagsfraktion, und der Katholizismus spaltete sich nicht, anders als es mit der Gründung der Altkatholischen Kirche zunächst ausgesehen hatte. Außerdem empörten sich auch viele der Unterstützer Bismarcks: Die protestantischen Konservativen waren ebenfalls gegen die Zivilehe und die staatliche Schulaufsicht; die Liberalen sahen Grundrechte gefährdet. Bismarck war bereit, sich mit den kirchlichen Kräften zu arrangieren, nachdem er wenigstens einige politische Ziele durchgesetzt hatte. Ein weiterer Grund für das Ende des Kulturkampfes war, dass Bismarck 1878 eine Mehrheit für das Sozialistengesetz organisieren wollte. Dazu brauchte er auch die Zustimmung der Liberalen.
Pius IX. starb im Februar 1878; Leo XIII. wurde sein Nachfolger. In direkten Verhandlungen mit der Kurie wurden die harten Gesetze abgemildert. Im Sommer 1882 nahmen Preußen und der Vatikan wieder diplomatische Beziehungen auf. Die 1886 (21. Mai) und 1887 (29. April) verabschiedeten Friedensgesetze legten den Konflikt bei.
Leo XIII. erklärte am 23. Mai 1887 öffentlich den „Kampf, welcher die Kirche schädigte und dem Staat nichts nützte“ für beendet.

## Dimensionen des Kulturkampfes
Historiker haben in den letzten Jahrzehnten auf die unterschiedlichen Dimensionen des Konflikts hingewiesen.

### Soziale Dimension

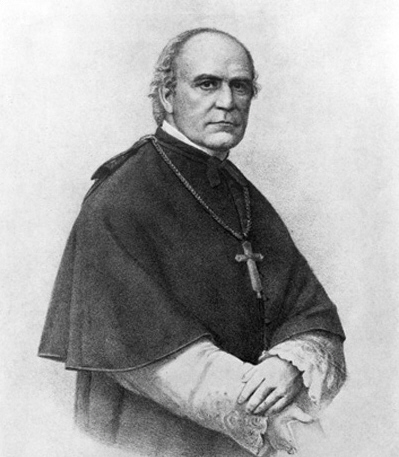
Der Mainzer Bischof Wilhelm Emmanuel von Ketteler, Mitbegründer der Zentrumspartei

Im Verlauf des 19. Jahrhunderts war der Liberalismus vor allem bürgerlich-städtisch geprägt. Die mit fortschreitender Industrialisierung immer stärker marginalisierte Landbevölkerung fand nur im Klerus einen Fürsprecher. Der Kulturkampf trägt daher auch Züge eines Klassenkampfes. Dabei standen bürgerliche Kaufleute und Industrielle einer Koalition aus antiliberalen Adligen, Geistlichen und der bäuerlich geprägten Landbevölkerung gegenüber.
Die Arbeiterschicht wurde gleichzeitig von Ultramontanen, Liberalen und Sozialisten umworben. Auf Anregung vor allem des Mainzer „Arbeiterbischofs“ Ketteler waren zahlreiche Christlich-Soziale Arbeitervereine entstanden, die allein im Ruhrgebiet Mitte der 1870er Jahre 30.000 Mitglieder hatten. Diese wohltätigen Vereine hatten gewerkschaftsähnliche Züge und lehnten etwa Streiks nicht ab. Sie litten unter den Auswirkungen des Kulturkampfes und danach (ab 1878) unter dem Sozialistengesetz; sie wurden in die Bedeutungslosigkeit gedrängt.

### Politische Dimension
1867 wurde im Norddeutschen Bund und 1871 im Deutschen Reich das allgemeine, gleiche Männerwahlrecht eingeführt. Diese Ausweitung der Wählerbasis brachte rasche Wahlerfolge katholischer Parteien mit sich. Liberale politische Kräfte sahen dadurch ihren politischen Einfluss bedroht und versuchten die Beeinflussung katholischer Wähler durch den Klerus zu unterbinden. Ihre Bemühungen sorgten allerdings erst recht für eine politische Mobilisierung antiliberaler Geistlicher und Laien.

### Kulturelle Dimension
Nach Ansicht des Historikers David Blackbourn trafen im deutschen Kulturkampf einander fremde kulturelle Lebensweisen aufeinander. Er weist dies insbesondere anhand des Beispiels der Marienerscheinungen in Marpingen 1876/1877 nach. Drei junge Mädchen berichteten, ihnen sei mehrmals im Härtelwald des saarländischen Dorfes Marpingen Maria erschienen. Die Erscheinungen, die von den Mädchen später widerrufen und von der katholischen Kirche nicht anerkannt wurden, zogen bereits nach wenigen Tagen Tausende von Pilgern an. Bald berichteten auch andere Kinder und Erwachsene, die Erscheinung gesehen zu haben, und es gab Berichte über wunderbare Heilungen. Die Menschenansammlungen erregten die Aufmerksamkeit der preußischen Behörden, die sehr bald das Gelände absperrten und Militär und Gerichte einsetzten, um die Pilgerströme nach Marpingen zu stoppen.
Ähnliches hatte sich bereits bei der Pilgerfahrt zum in Trier aufbewahrten Heiligen Rock ereignet, die im Jahre 1844 stattfand. Diese Zurschaustellung führte zu heftigen Debatten in der Öffentlichkeit. Sie war Auslöser für Otto von Corvins antiklerikales Buch Pfaffenspiegel und Rudolf Löwensteins Spottgedicht Freifrau von Droste-Vischering zum heil’gen Rock nach Trier ging im Kladderadatsch.

## Folgen und Bewertung
Der Kulturkampf trug zur Trennung von Kirche und Staat bei. Mit der Weimarer Reichsverfassung bekam dann das Verhältnis von Kirche und Staat seine bis heute geltende Fassung. Es ist schwierig abzuschätzen, inwieweit der Kulturkampf das politische Klima noch im 20. Jahrhundert verändert hat; Zentrumspolitiker waren von den entscheidenden Machtpositionen weitgehend ausgeschlossen. Katholiken konnten sich vor allem bis 1918 als Bürger zweiter Klasse empfinden. In Deutschland waren die Auseinandersetzungen zwischen Staat und Kirche zeitweise besonders heftig, es gab sie aber auch in anderen Ländern, nicht zuletzt in den gemischtkonfessionellen wie den Niederlanden, der Schweiz und den USA.
Das Jesuitengesetz wurde erst 1917, der Kanzelparagraph erst 1953 in der Bundesrepublik aufgehoben. Seit dem 1. Januar 2009 muss einer kirchlichen Ehe keine standesamtliche mehr vorangehen. Mittlerweile ist eine Eheschließung allerdings mit vielen Rechten des wirtschaftlich schwächeren Ehepartners etwa im Scheidungsfall verbunden, daher haben die Kirchen kein Interesse daran, eine rein kirchliche Trauung zu fördern, und erlauben sie nur im Ausnahmefall. Das Schulaufsichtsgesetz bleibt jedoch erhalten.
Armin Heinen zweifelt an der wiederholt geäußerten These, die Liberalen hätten sich zum Werkzeug Bismarcks gegen die katholische Kirche missbrauchen lassen. Wichtige Maßnahmen seien vielmehr die Initiative süddeutscher katholischer Liberaler gewesen. „Die Liberalen zwangen Bismarck zu einer Politik der Trennung von Staat und Kirche, die er so nicht wollte, und Bismarck überrumpelte die Liberalen mit den Strafgesetzen, ohne jedoch alles durchzusetzen.“ Der eigentliche Kulturkampf wiederum sei auf dem Felde der Publizistik geschlagen worden, und zwar schon vor 1871.

## Der Ausdruck „Kulturkampf“

### Begriffsentstehung
Das Wort „Kulturkampf“ wurde das erste Mal 1840 in der in Freiburg im Breisgau erscheinenden katholischen Zeitschrift für Theologie verwendet. Es taucht dort in einer anonymen Rezension einer Schrift des Radikalen Ludwig Snell über „Die Bedeutung des Kampfes der liberalen katholischen Schweiz mit der römischen Kurie“ auf und bezeichnete in dem Artikel den Konflikt zwischen liberalen Schweizer Katholiken mit der römischen Kurie.
In der politischen Auseinandersetzung Deutschlands führte Rudolf Virchow den Begriff ein, indem er ihn am 17. Januar 1873 im Preußischen Abgeordnetenhaus verwendete, wo er in der Beratung des Gesetzentwurfes über die Vorbildung und Anstellung der Geistlichen sprach: „Ich habe die Überzeugung, es handelt sich hier um einen großen Kulturkampf.“ In einem von Virchow verfassten Wahlaufruf der Fortschrittspartei vom 23. März 1873 wiederholte er den Begriff. Die Bezeichnung wurde hier von der katholischen Presse ironisch aufgenommen und verspottet, von der liberalen Presse begeistert verteidigt.